# Кривощоково
Кривощо́ково (каз. Кривощеково) — село у складі району Шал-акина Північноказахстанської області Казахстану. Адміністративний центр Кривощоковский сільського округу.
Населення — 710 осіб (2021; 956 у 2009, 1266 у 1999, 1519 у 1989).
Національний склад станом на 1989 рік:
- росіяни — 61 %.